# Musemestre Bamba
Musemestre Bamba (* 10. November 1971 in Kinshasa) ist ein ehemaliger kongolesischer Fußballspieler und heutiger -trainer.

## Karriere

### Verein
Der offensive Mittelfeldspieler spielte zu Beginn seiner Karriere bei US Kintambo und AS Vita Club Kinshasa im Kongo, bevor er zur Saison 1994/95 in die Türkei zu Denizlispor wechselte. Von dort kam Bamba nach Deutschland und spielte bei der SpVg Marl und dem VfB Hüls.
1996 unterschrieb der Kongolese bei LR Ahlen. Er schaffte mit den Ahlenern im Jahr 2000 den Aufstieg in die 2. Bundesliga, wo sich der Verein sechs Jahre hielt. Er absolvierte für den Verein, der 2006 in Rot Weiss Ahlen umbenannt wurde, insgesamt 314 Spiele (173 Zweitligaspiele) und erzielte dabei 54 Tore (24 in der 2. Bundesliga). Der Offensiv-Allrounder kam aufgrund seines für Fußballspieler hohen Alters seit dem Abstieg seines Vereins in die Regionalliga Nord im Jahr 2006 vorwiegend als Joker zum Einsatz.
Aufgrund seiner Treue zum Verein zählt Bamba zu den beliebtesten Spielern, die je für die Ahlener gespielt haben. Sein Vertrag wurde nach der Saison 2006/07 nicht mehr verlängert.
In der Hinrunde der Saison 2007/08 war Musemestre Bamba beim SV Lippstadt 08 in der Oberliga Westfalen unter Vertrag, wechselte jedoch in der Winterpause wieder zurück in die Regionalliga Nord zum SC Verl, wo er einen Vertrag bis zum Ende der Spielzeit 2008/09 erhielt. Dieser Vertrag wurde jedoch im Dezember 2008 in beidseitigem Einvernehmen mit Wirkung zum Jahresende aufgelöst. In der Saison 2009/10 spielte Musemestre Bamba für den Landesligisten SG Telgte. Ab der Saison 2010/11 spielte er für den SC Roland Beckum, mit dem er 2011 aus der Landes- in die Verbandsliga und 2012 in die Oberliga Westfalen aufstieg. Seit 2012 ist er Co-Trainer der Beckumer Oberligamannschaft.

### Nationalmannschaft
Bamba bestritt vier Spiele für die Fußballnationalmannschaft der Demokratischen Republik Kongo, konnte sich dort aber nicht durchsetzen.

## Familie
Sein Sohn Samuel Bamba brachte es zum Bundesligaprofi.